# Костел і монастир кармелітів босих (Перемишль)
Парафіяльний костел Святої Терези при монастирі ордену отців кармелітів босих (пол. Kościół pw. św. Teresy i klasztor Karmelitów bosych w Przemyślu) — пам'ятка сакральної архітектури XVII-XX століть у місті Перемишль Підкарпатського воєводства Польщі. Між 1784–1946 роками функціонував як кафедральний Собо́р Свято́го Іва́на Хрести́теля греко-католицької Перемиської єпархії

## Історія

### Заснування

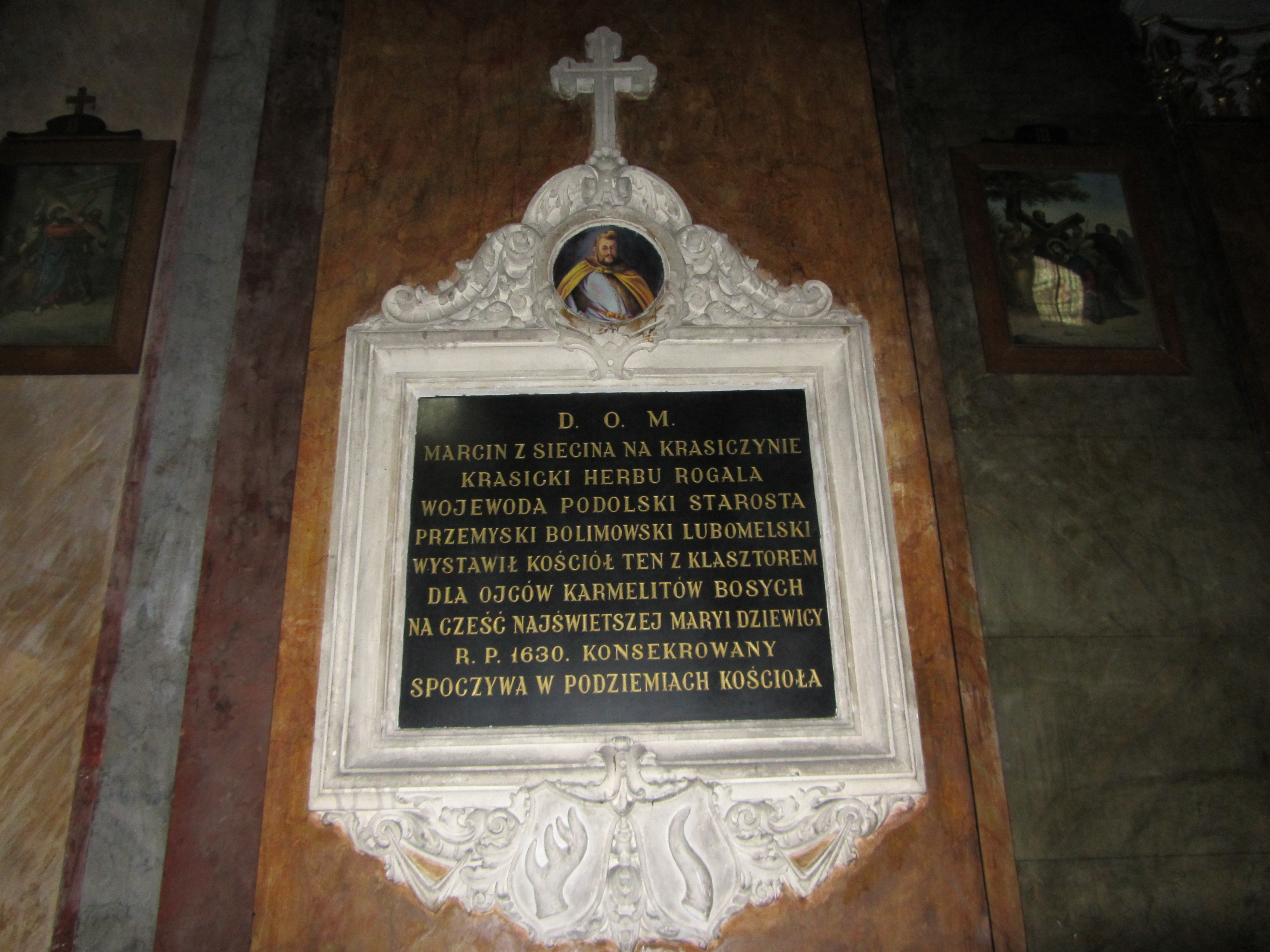
Присвята фундатору костелу Мартину Красицькому (1574—1633)

Вірогідно, до 1398 р. на цьому місці знаходилася православна церква невідомої назви. Після зникнення храму, яке, очевидно, було пов'язане із, підтримуваною польською державою, експансією римо-католицької церкви, територію храму передано ордену кармелітів, котрі почали будову своєї споруди. Фундатором нового храму став подільський воєвода Мартин Красицький (1574—1633).
У XVIII столітті було виготовлено статуї для вівтарів у костелі. Зразком для них були статуї в Костелі Успіння Діви Марії в Бучачі.

### Греко-католицький період
24 квітня 1784 р. надвірним декретом імператор Йосип ІІ призначив на соборну церкву Івана Хрестителя колишній храм ордену отців кармелітів босих, а приміщення вивільненого римо-католицькими ченцями монастиря на резиденцію єпископа і катедрального духовенства. 28 червня 1784 р. комплекс колишнього монастиря кармелітів босих був офіційно переданий греко-католикам.

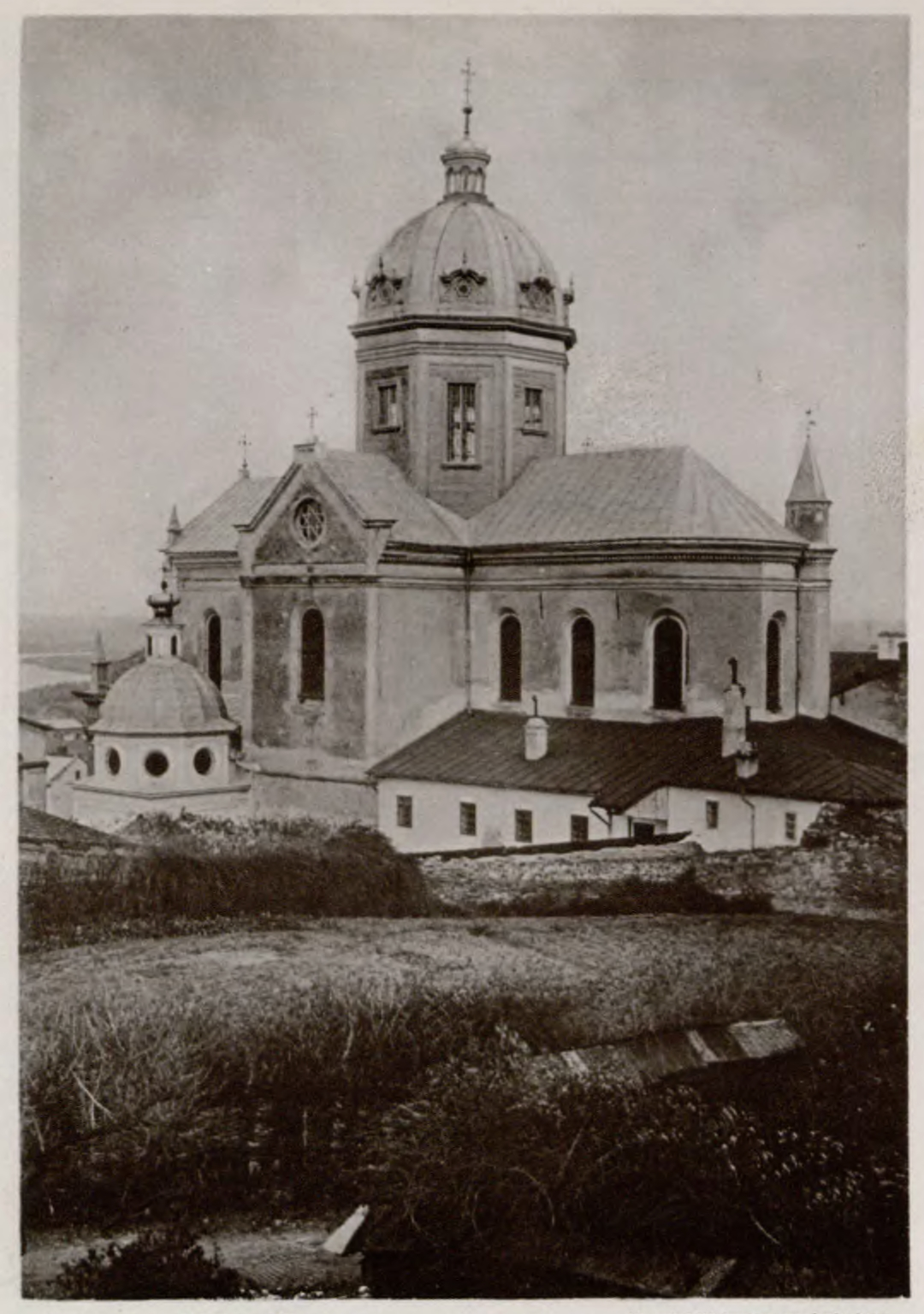
Вигляд кафедрального собору святого Івана Хрестителя з добудованою хрестово-купольною банєю (1910-ті роки)

Архипресвітер отець Андрій Якубинський 5 липня 1785 р. провів перше Богослужіння в українсько-візантійському обряді. Невдовзі появилася необхідність побудови дзвіниці, яку збудували з дерева того ж року. Однак у 1829 р. буря її сильно пошкодила, а в 1834 р. вона остаточно розвалилася. У 1837—1841 рр. збудували нову муровану дзвіницю і наприкінці квітня 1841 р. повісили на ній дзвони зі старої вежі. У ці ж роки змінено на сучасний вхід до церкви (раніше були 76 дерев'яних незручних сходин).
1880 р. приступили до повної обнови церкви. Керував роботами крилошанин о. Антін Юзичинський. Реставрацію почали від даху, було вирішено замість маленької бані спорудити велику. План і кошторис на неї зробив будівничий Іван Лапинський (22.03.1880 р.). Наступного 1881 р. о. А. Юзичинський запросив з Відня архітектора Карла Кеніга (König) з метою оглядин кафедральної церкви і розробки проекту її обнови. Проф. Кеніг розробив проект, вибрав фірми і митців. 4 статуї при вході до церкви виконав львівський скульптор Юліан Марковський..
Найважчі часи настали для українців у Перемишлі після приходу більшовиків у 1944. З 1945 р. уряд комуністичної Польщі проводить брутальне вигнання з прабатьківських земель українців з Посяння й Лемківщини до СРСР. 26 червня 1946 р. з єпископського палацу силою викрадено єпископа Йосафата Коциловського  і передано в руки НКВД.

### Другий римо-католицький період

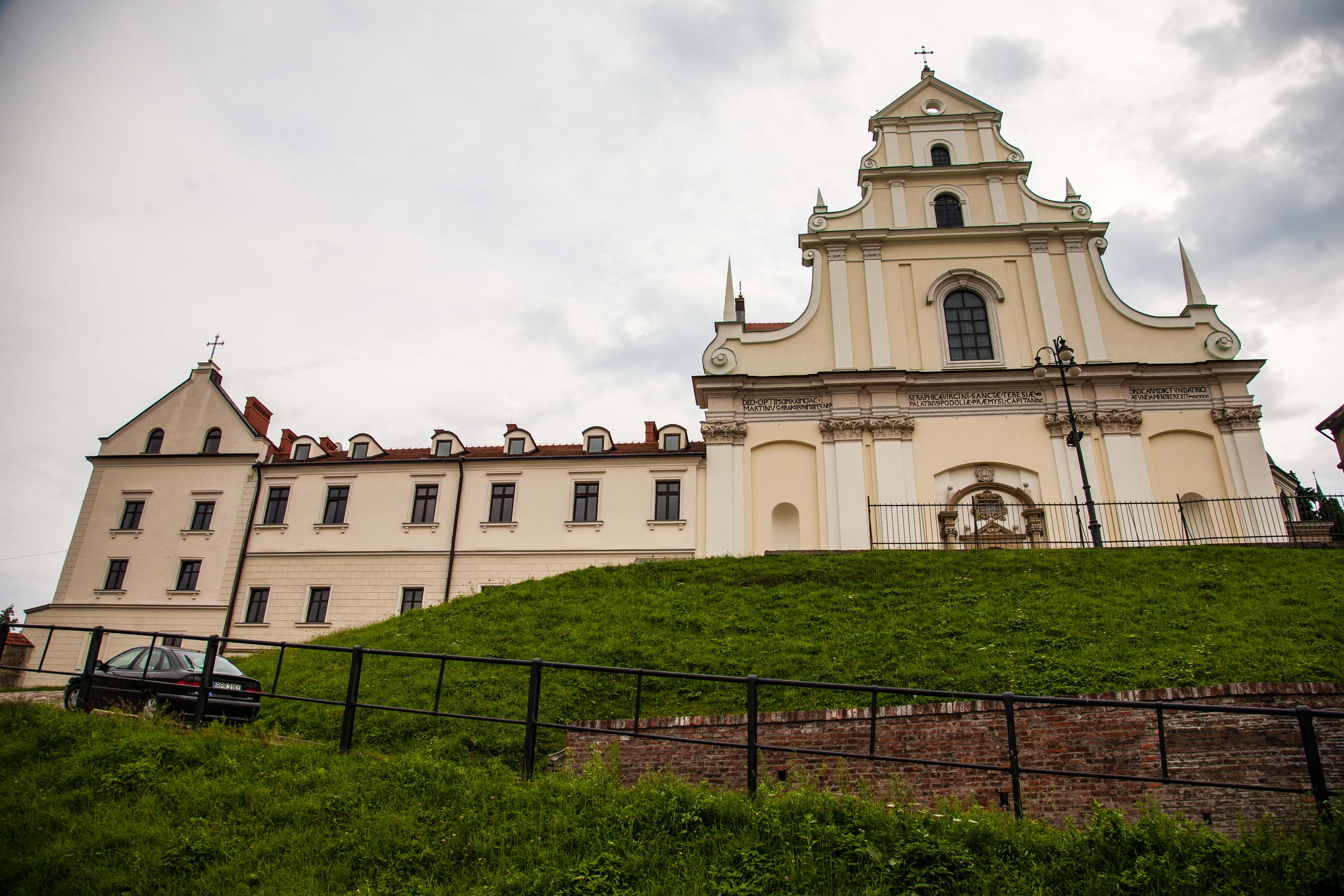
Вид з вулиці Кармелитська

Після того, як Перемиські єпископи Й.Коциловський і Г.Лакота були арештовані комуністичною владою, приміщення було зайняте монахами кармелітами виселеними із Львова, які поступово стали ліквідовувати сліди східного обряду. При вході демонтували статуї святих українського народу, а також св. Василія Великого, св. Івана Золотоустого, свв. Кирила і Методія. Зняли та спалили іконостас, стягнули ікони й ліквідували усі українські таблиці, серед них пропам’ятну – з нагоди 100-ліття від дня народження українського поета о. Маркіяна Шашкевича. В 1970-их демонтували золоту митру на каплиці св. Миколая. З кінця 50-их років деякі греко-католицькі священики домагалися повернення катедри, але їхні зусилля були безуспішні.

## Архітектура, оздоблення

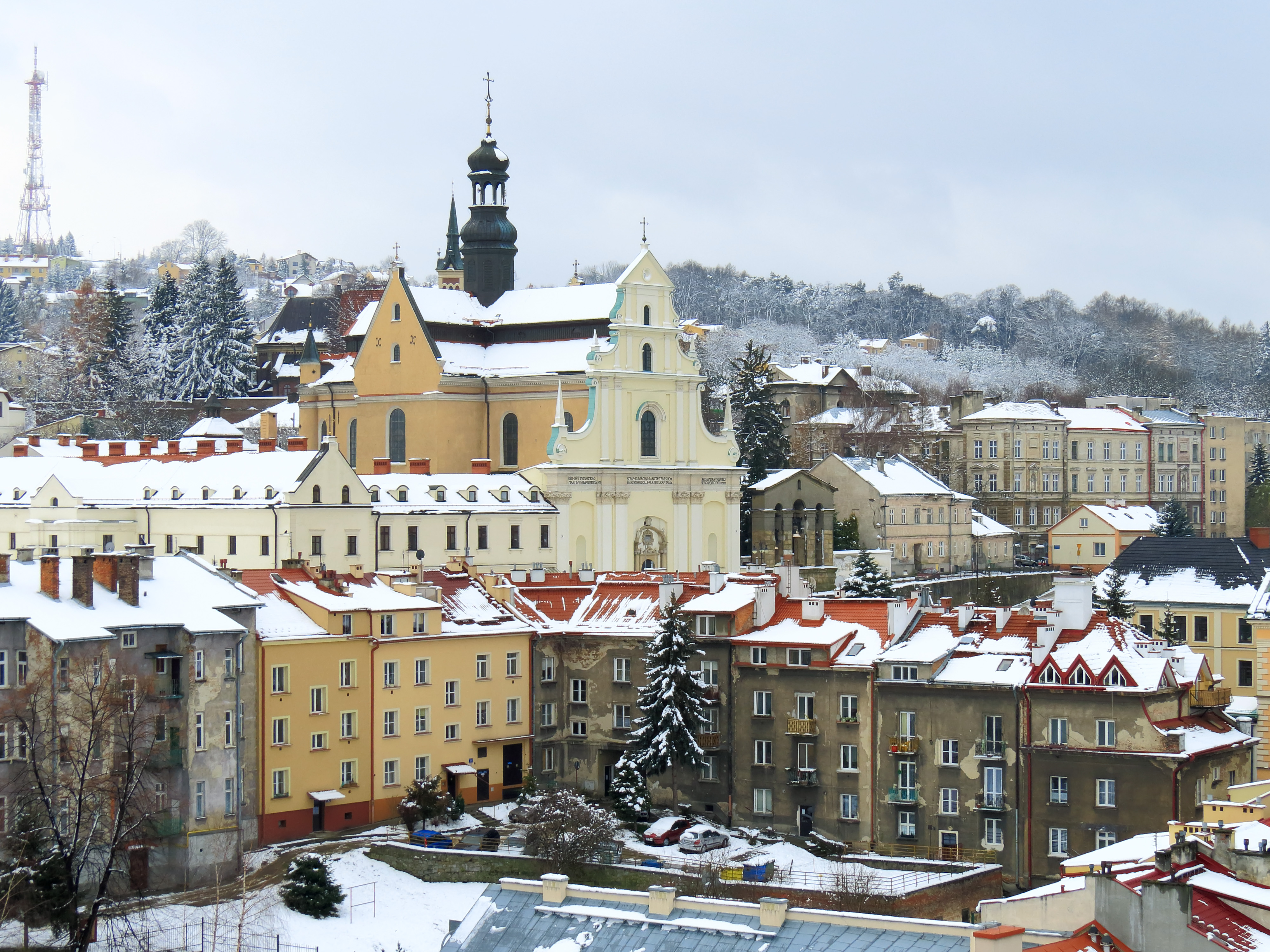
Вид на храм з годинникової вежі

Храм збудували в 1630 році за кресленнями італійського архітектора Галєаццо Апіані. Храм романської структури, збудований з твердого матеріалу у вигляді хреста. Польський дослідник Ян К. Островський припускав, що автором більшості предметів декору костелу міг бути «приятель Пінзеля» — правдоподібно, його близький співробітник, твори якого схожі на різьблені статуї з церкви Покрови, костелів Вознесіння Пресвятої Діви Марії в Наварії, Бучачі, бернардинців у Дуклі. Також на його думку, правдоподібно, автором різьблених статуй міг бути й Антон Штиль.

## Галерея

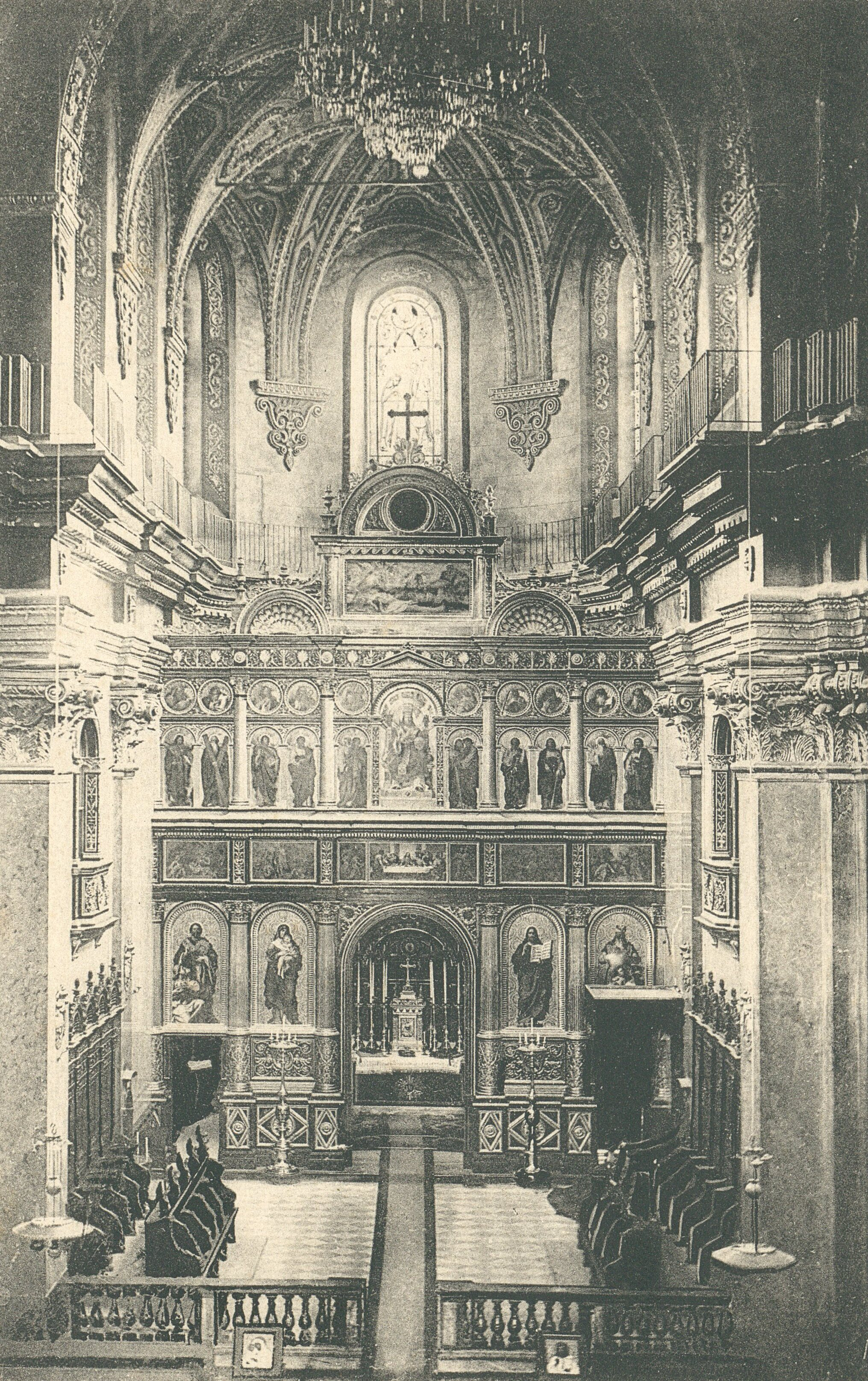
Інтер'єр собору у 1905 р. Іконостас знищений у післявоєнний період.
Таблиця на честь ювілею М. Шашкевича, встановлена 5.XI.1911 р. Зруйнована у післявоєнний період.
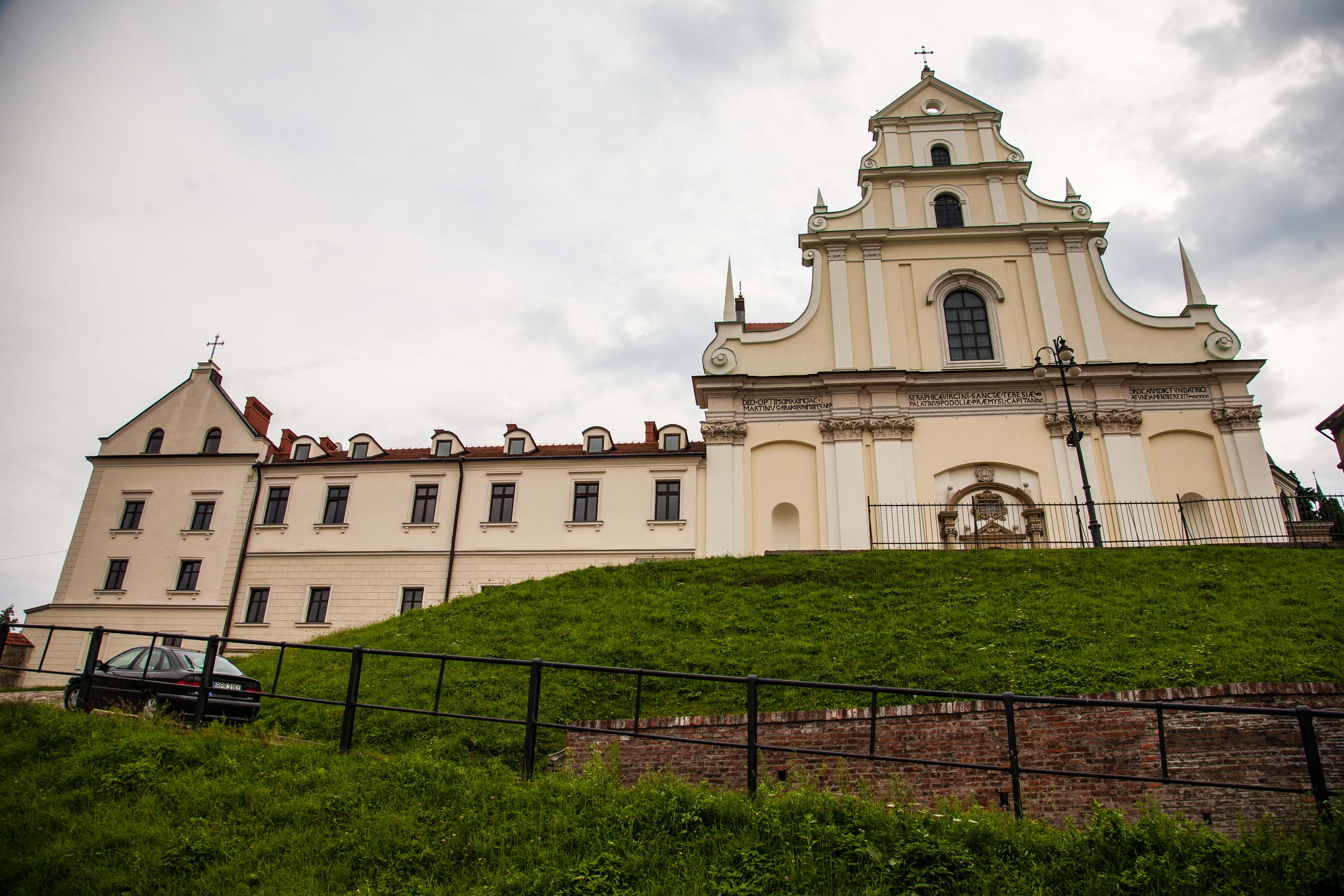
Вигляд з вулиці Кармелицької
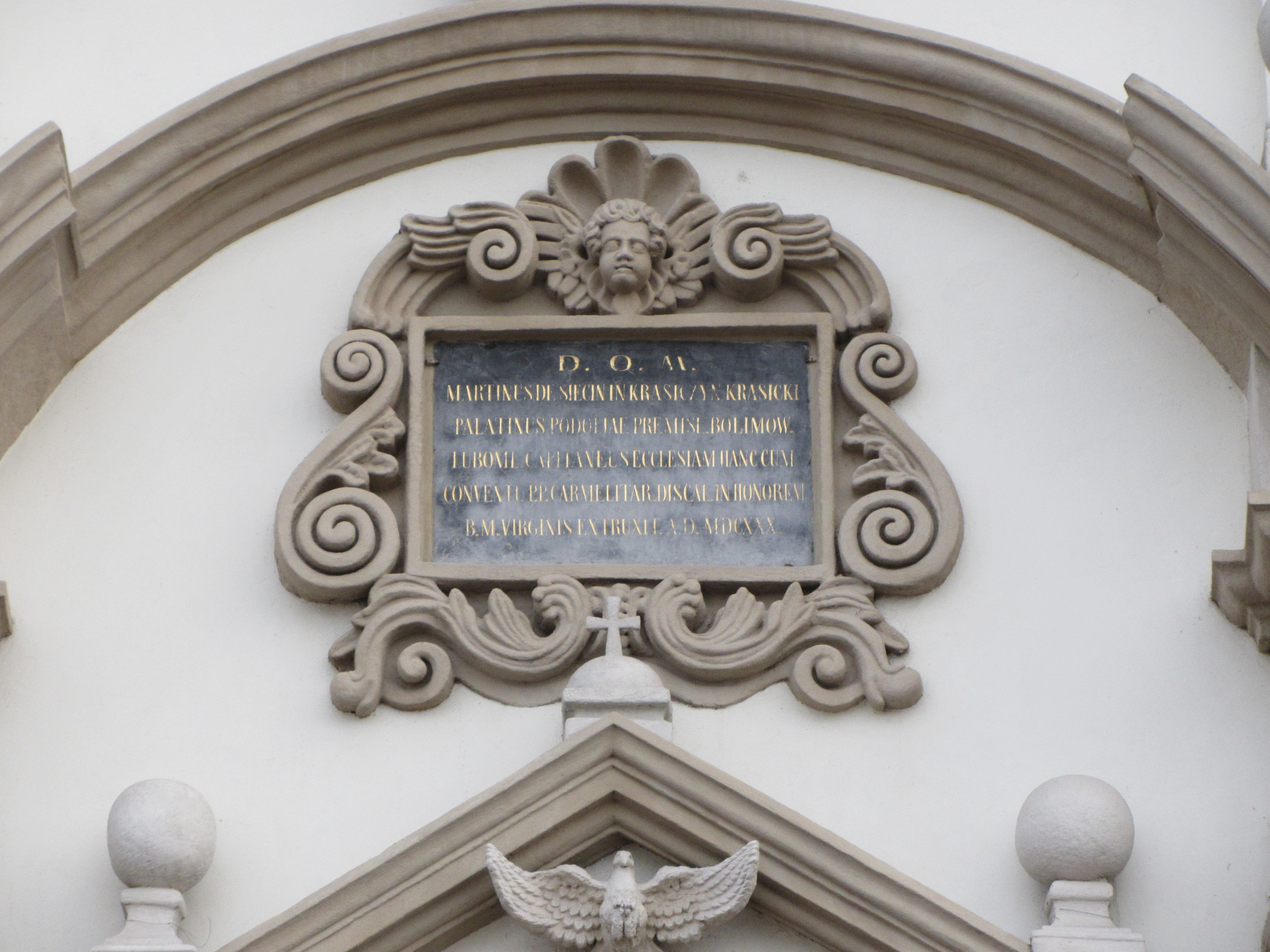
Пам'ятна дошка над головним порталом
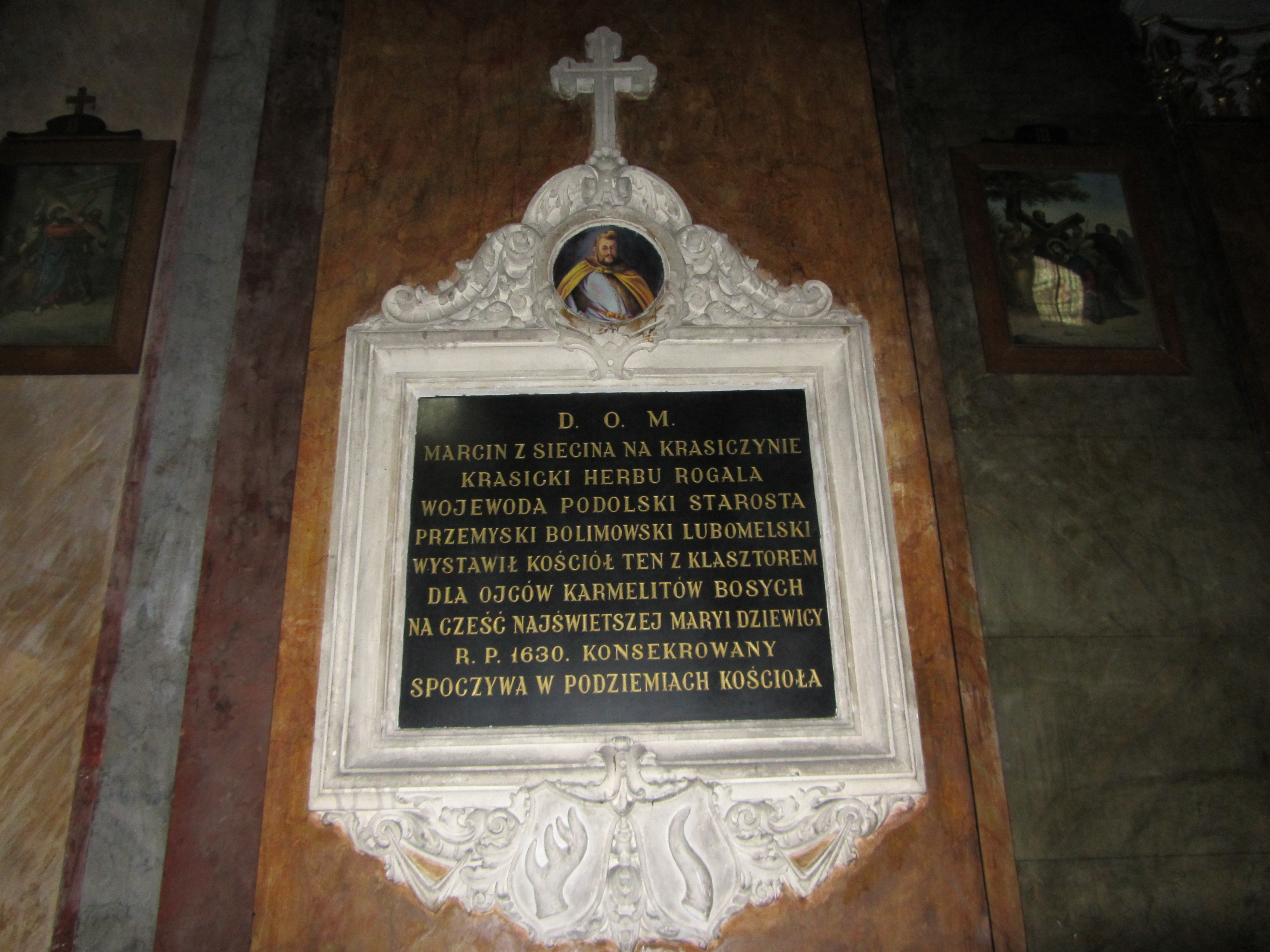
Меморіальна дошка, присвячена фундатору костелу
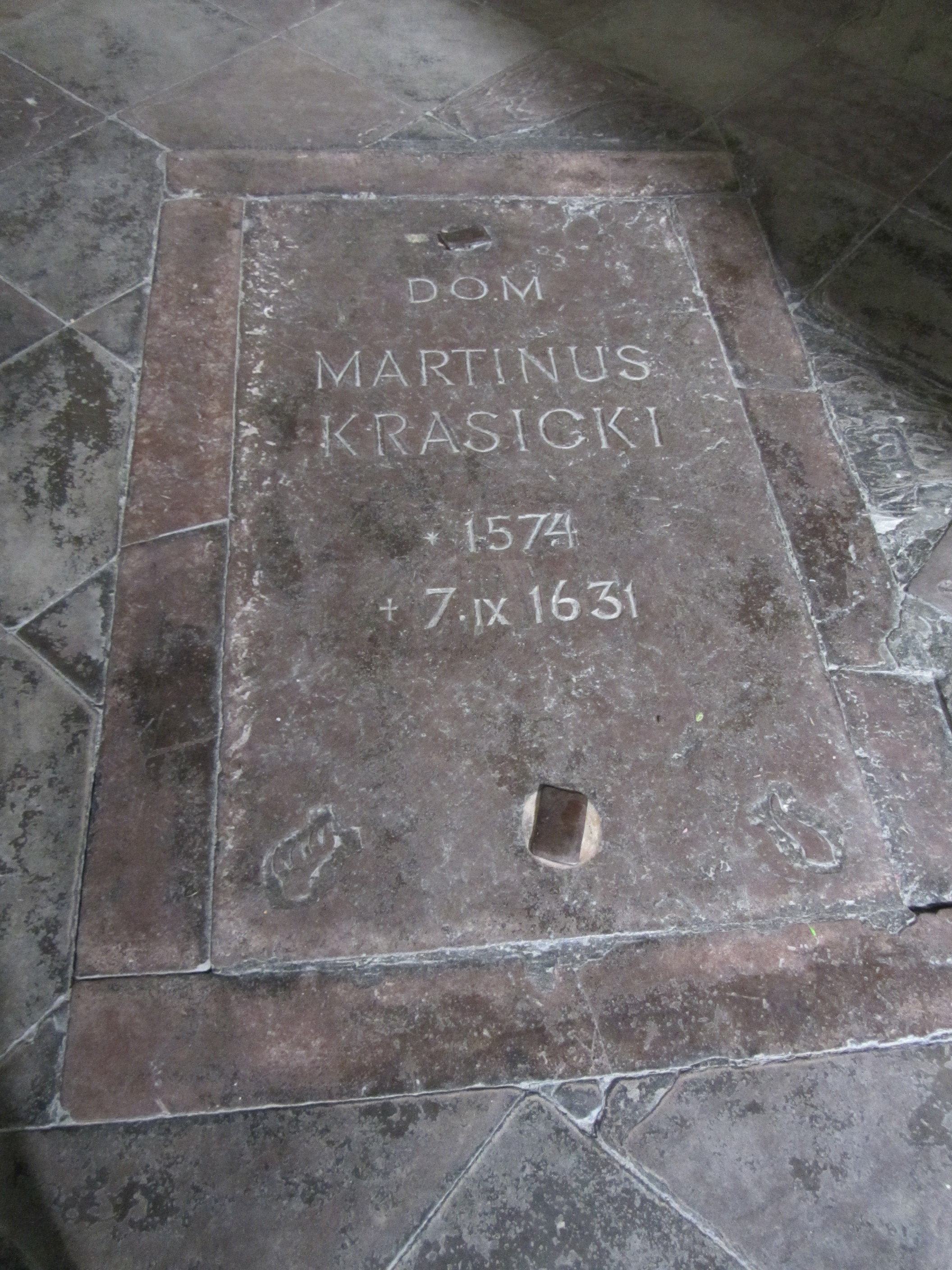
Могила Марціна Красицького
Ікона та вівтар Святого Миколая у Перемиській катедрі (фото до 1945 року.)
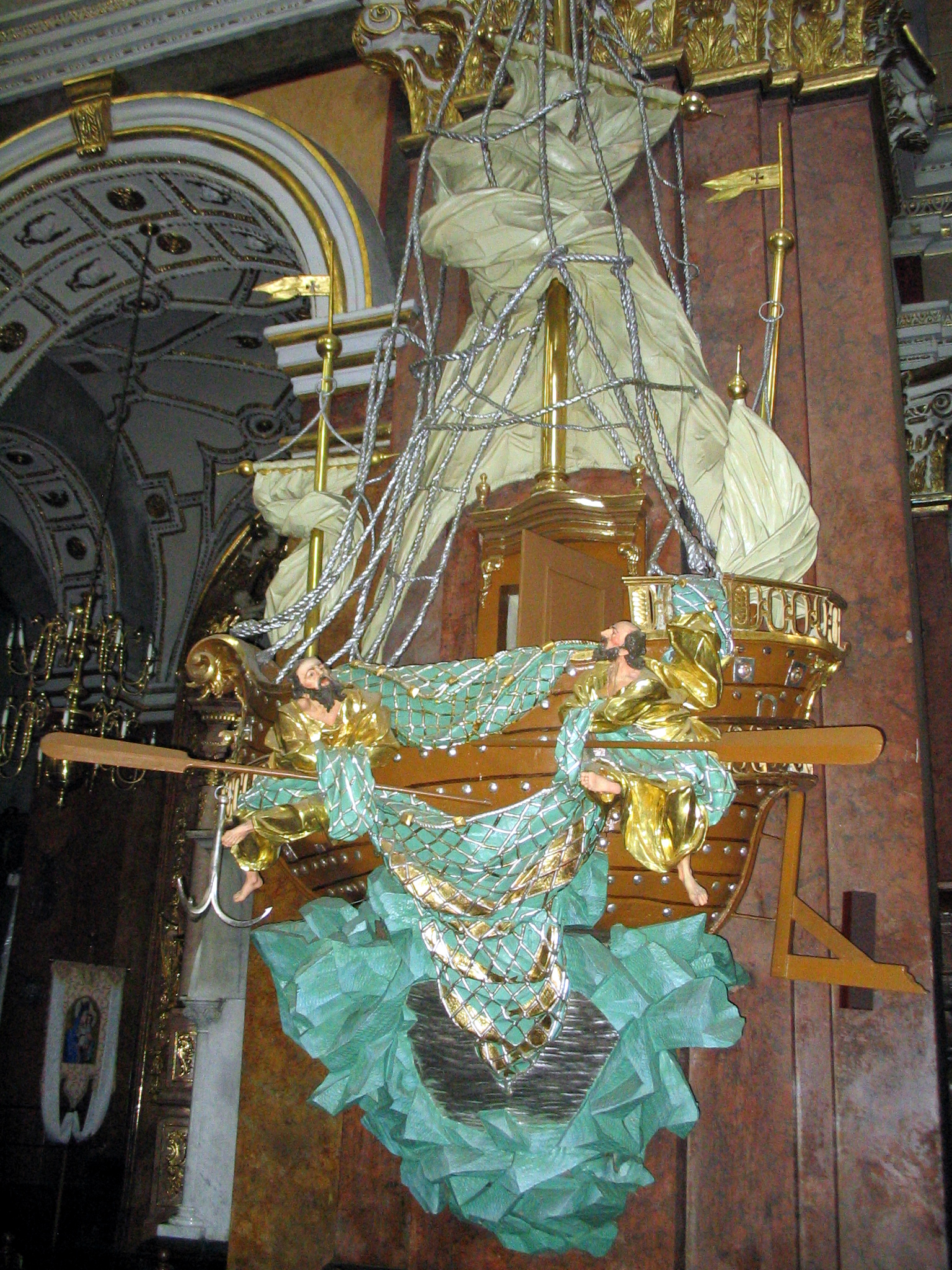
Барокова оздоба собору
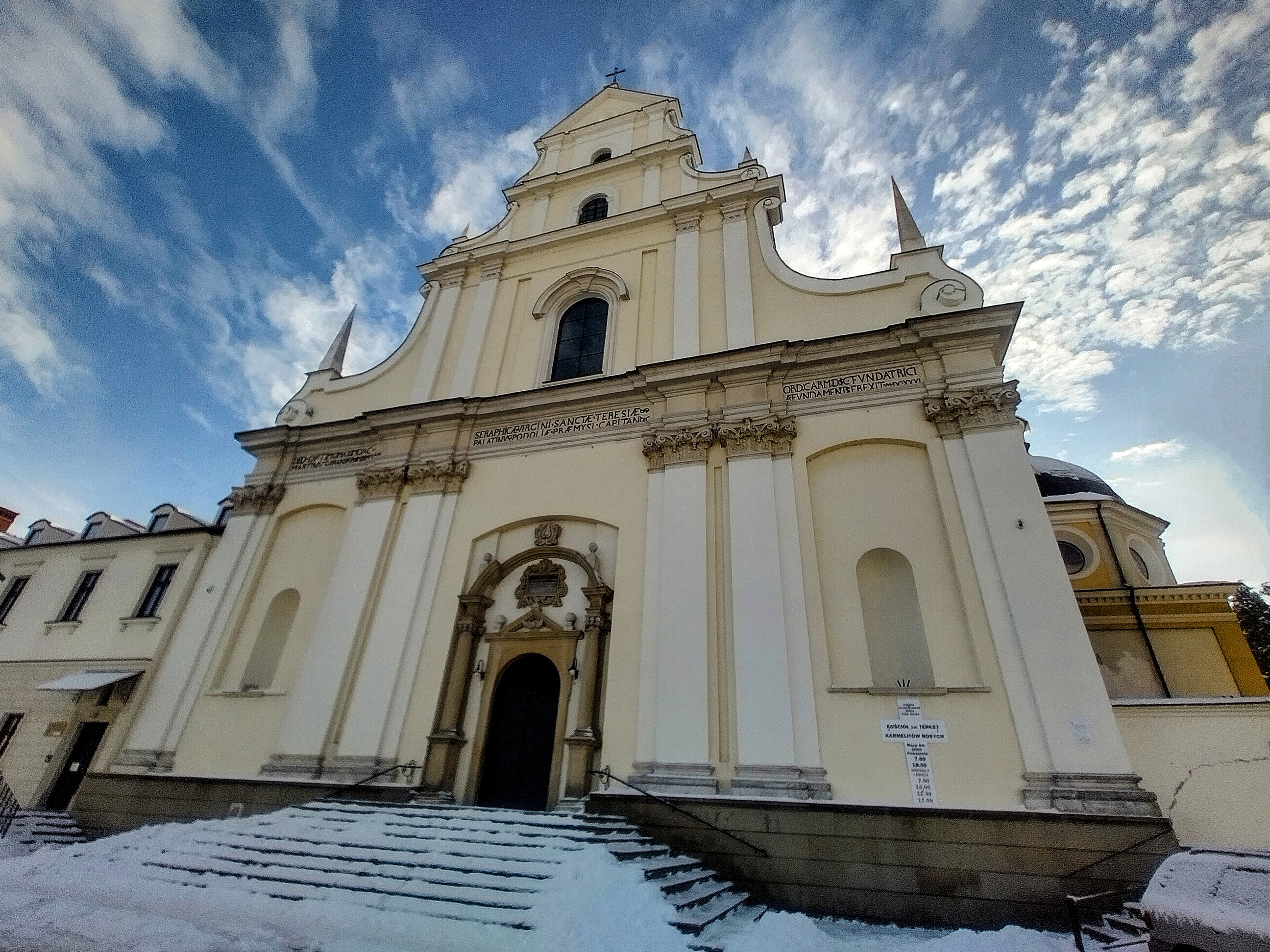
Головний фасад костелу взимку
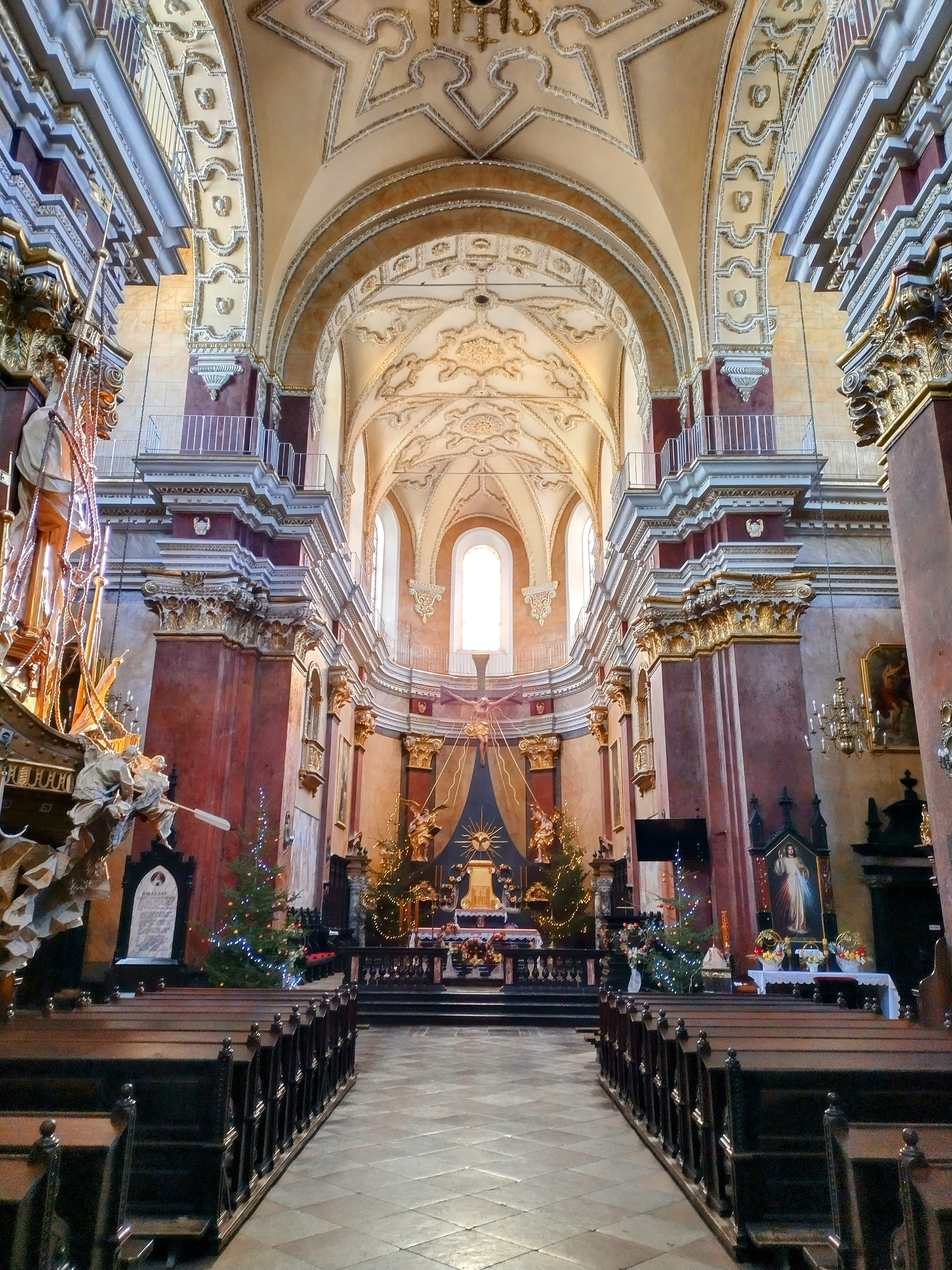
Центральний прохід та головний вівтар
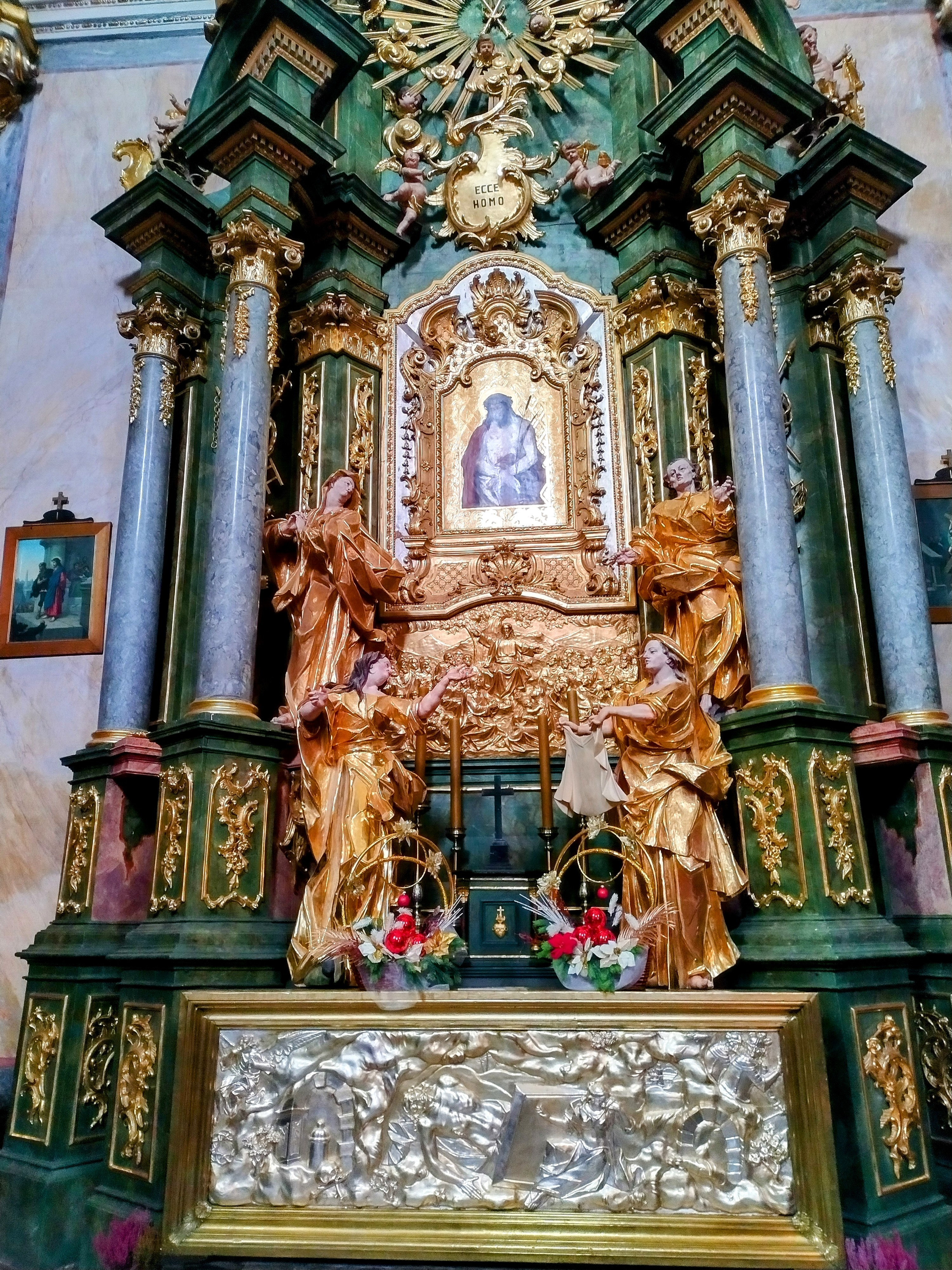
Внутрішній інтер'єр
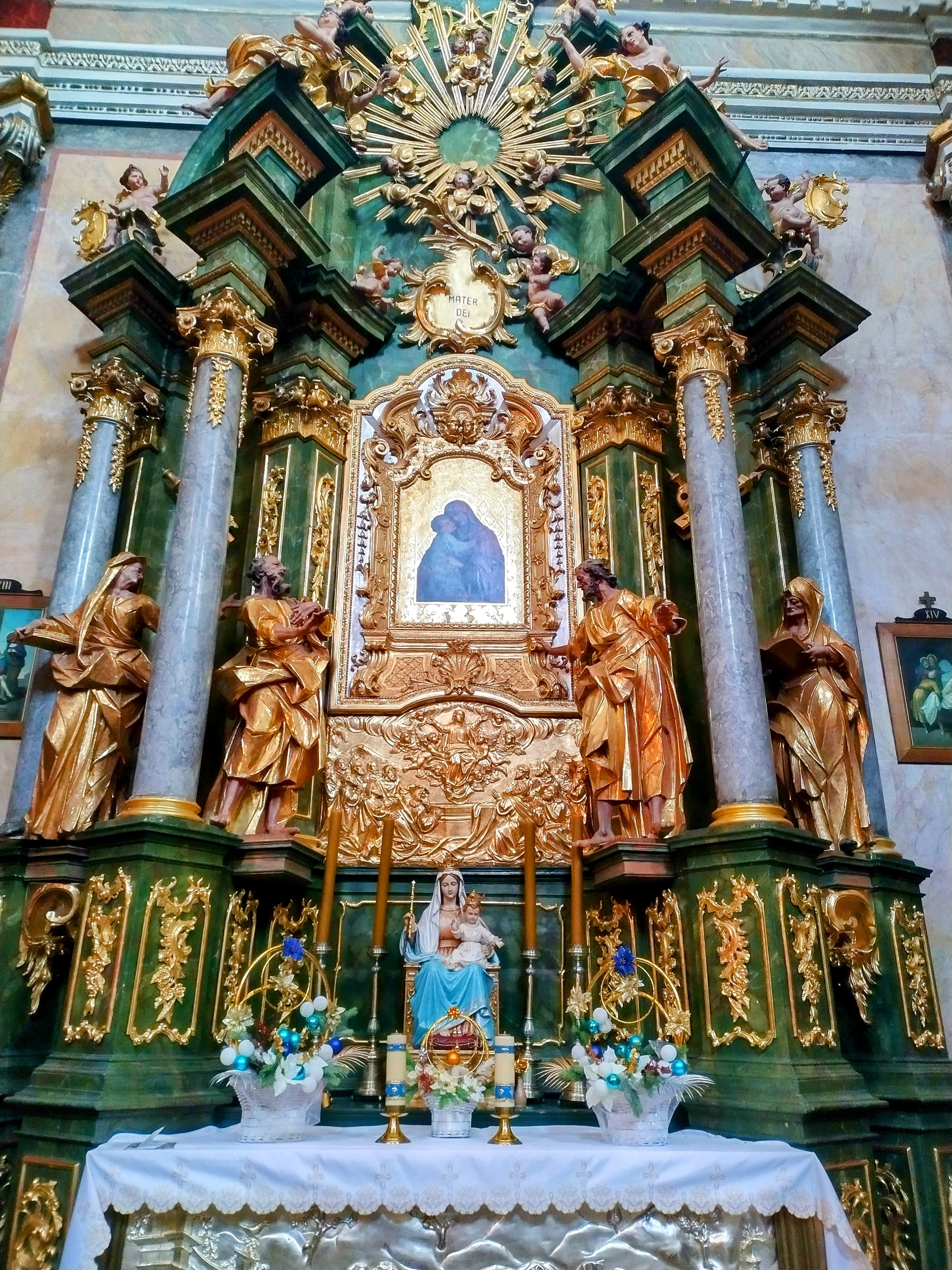
Бічний вівтар